# Hans Theessink

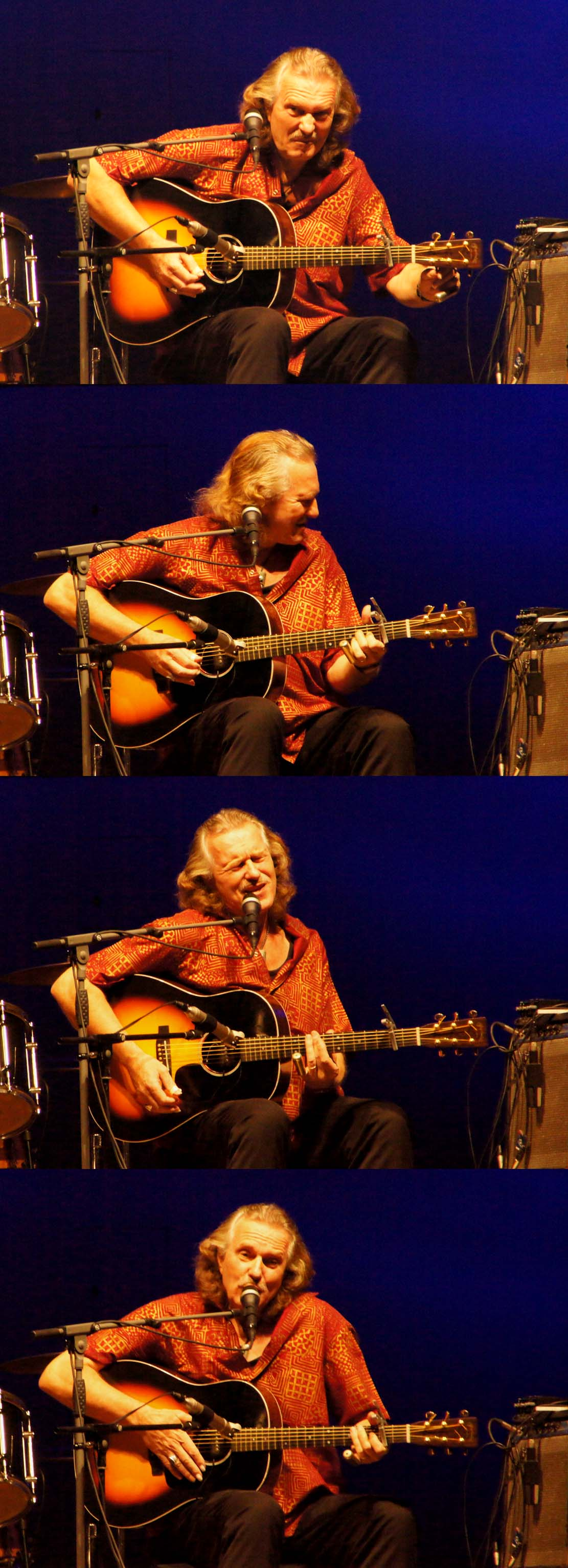
Hans Theessink, tijdens een optreden in het 'Konzerthaus', Wenen, 2012.

Hans Theessink (Enschede, 5 april 1948) is een Nederlands gitarist, zanger en liedjesschrijver die blues en rootsmuziek speelt.
Theessink werd begin jaren zestig getroffen door de blues. De muziek heeft Theessink, door Bo Diddley ooit omschreven werd als "one helluva guitar player" sindsdien nooit meer los gelaten. Theessink vertelt vaak over dat moment tijdens zijn concerten. Ook in een van zijn songs, Big Bill's guitar, wordt dit moment bezongen.
Hans Theessink treedt in de jaren zestig veel op met de Silly Skiffle Group, een band van enkele vrienden uit Enschede en Oldenzaal. Met elkaar treden ze veel op tijdens folkfeesten in Enschede en de naburige omgeving. Ook Duitsland behoort tot hun werkterrein, in tegenstelling tot het westen van Nederland, wat voor hen natuurlijk veel verder weg ligt.
Theessinks eerste plaatopname dateert uit 1970. In Duitsland neemt hij, solo, de EP 'Next morning at sunrise' op. De zaken gaan dan al voorspoediger en langzaamaan wordt Hans steeds meer professioneel muzikant. Theessink is inmiddels getrouwd en woonachtig in Denemarken, waar hij onderwijzer is. Zijn baan als onderwijzer zegt hij na verloop van tijd op om fulltime met de muziek aan de slag te gaan. In deze tijd verschijnen de volgende platen: 'Klasselottriet' (1976), 'Slow and Easy' (1978), 'Late last night' (1980) en 'Antoon met 'n bok' (1981). Deze laatste is alleen verschenen op MC en bevat oud-Hollandse en Twentse volksliedjes.
Begin jaren tachtig verhuist Theessink naar Wenen in Oostenrijk, waar hij trouwt met zijn manager, Milica Djokic. In die tijd neemt Hans de platen 'Cushioned for a soft ride inside' (1982) en 'All night all long' (1985) op. De eerste plaat neemt hij op met Gerry Lockran, de laatstgenoemde plaat wordt opgenomen met Peter Ratzenbeck. Ondertussen treedt Hans veel op, niet alleen in kleine clubs, maar ook op de grotere festivals als bijvoorbeeld het New Orleans Jazz & Heritage Festival, het Chicago Blues Festival en het 'Tønder Festival'. Hij treedt op met, en verleent medewerking aan plaatopnamen van onder anderen: John Hammond, Luther Allison, Rory Block, Taj Mahal, Ron Wood, The Dubliners, Clannad, Charles Brown, Terry Evans, Dana Gillespie en Mary Chapin Carpenter.
Vanaf 1988 raakt Theessinks muziek ook bekend bij een groter publiek in Nederland. Het begint eigenlijk pas echt lekker te lopen wanneer 'Baby wants to boogie' verschijnt. Op deze plaat werkt hij voor het eerst samen met Jon Sass, een Amerikaan, die tuba speelt in het Vienna Art Orchestra en een paar nootjes meespeelt op de plaat van Theessink. Sass en Theessink treden sinds die tijd veelvuldig samen op.
Na 'Baby wants to Boogie' volgen nog: 'Johnny and the devil' (1989), 'Call me' (1993), 'Live' (1993), 'Hard Road Blues' (1994), 'Crazy moon' (1995), 'Journey on' (1997), 'Blue grooves from Vienna' (1998), 'RTL3 – Gitarre X 3' (1998), 'Lifeline' (1998), 'Songs from the Southland' (2003) en 'Bridges' (2004). In 2002 verschijnt de cd "Banjoman – a tribute to Derroll Adams" die hij samen met Arlo Guthrie produceerde en waaraan diverse artiesten meewerken w.o. Donovan en Dolly Parton. In 2004 verschijnt ook de dvd 'Live in concert: A Blues & Roots Revue'. Op de cd Bridges en de dvd is Hans te horen met zijn nieuwe band; de Hans Theessink Band, bestaande uit de Oostenrijkse muzikanten Roland Guggenbichler (toetsen), Erich Buchebner (bas), Harry Stampfer (drums) en de zangers Insingizi uit Zimbabwe. De cd en dvd bevatten een mix van blues, gospels, folk en rhythm–and–blues.
Eind maart 2007 verscheen de 25e cd van Hans Theessink: 'Slow Train'. Ook dit keer weer spelen de bandleden van de Hans Theessink Band mee. De cd werd opgenomen in een boerderij in Steiermark (Oostenrijk).
In april 2008 verscheen een cd van Hans Theessink en Terry Evans: 'Visions'. Na enkele kennismakingen in het circuit, hadden Theessink en Evans al jaren het visioen voor een bundeling van hun krachten. Een akoestisch album, 2 gitaren, 2 stemmen, en af en toe een beetje percussie. December 2007 gingen ze de studio in. In 2 dagen, en de meeste songs in niet meer dan 2 takes, werd het album opgenomen. Het album is genomineerd voor de 2009 Acoustic Album of the Year door de Blues Foundation in Amerika.
In mei 2009 verscheen de dubbel-cd "Hans Theessink – Birthday Bash”. Deze dubbel-cd is de vertaling van een eenmalige Birthday Bash met ongewone sessies: Hans Theessink Band, Donovan, The Dubliners, Terry Evans, Jack Clement, Schiffkowitz, Lukas Resetarits, Insingizi, Theessink, Nalle & Möller, Eric Trauner, Allan Taylor, Jon Sass, Alee Thelfa, Gottfried Gfrerer, Texas Schrammeln, Michael Seida en Vlade Kreslin.
In 2011 neemt Theessink de cd 'Jedermann Remixed' op. De cd is de verzameling van nummers, die tijdens de Salzburger Festspielen in dat jaar werden opgevoerd. Naast eigen composities speelt Theessink ook songs van onder meer de Rolling Stones, Tom Waits en Nick Lowe. Het verhaal gaat over de rijke Jedermann, die plotseling oog in oog komt te staan met de dood. Op zijn laatste reis mag hij iedereen en alles meenemen, maar gaandeweg wordt hij door zijn bediende en zijn vrienden verlaten. Uiteindelijk verliest hij ook zijn geld.
In 2011 verschijnt ook Delta Time. De plaat nam Theessink op met Terry Evans. Mei 2013 verscheen weer een soloplaat: de cd "Wishing Well". De plaat bevat eigen werk, maar ook covers van onder andere Sonny Terry, Big Bill Broonzy en Brownie McGhee.
- Gemeinsame Normdatei: 134538064
- International Standard Name Identifier: 0000 0000 7375 8542
- Library of Congress Control Number: no2008087390
- MusicBrainz: 6529bf81-8dae-43e3-b9af-f4ac3bbbda79
- Nederlandse Thesaurus van Auteursnamen: 101018037
- Virtual International Authority File: 79663398
- WorldCat: E39PBJvxp9pMcyYFVtcbvdTyh3